# Heiko Ernst

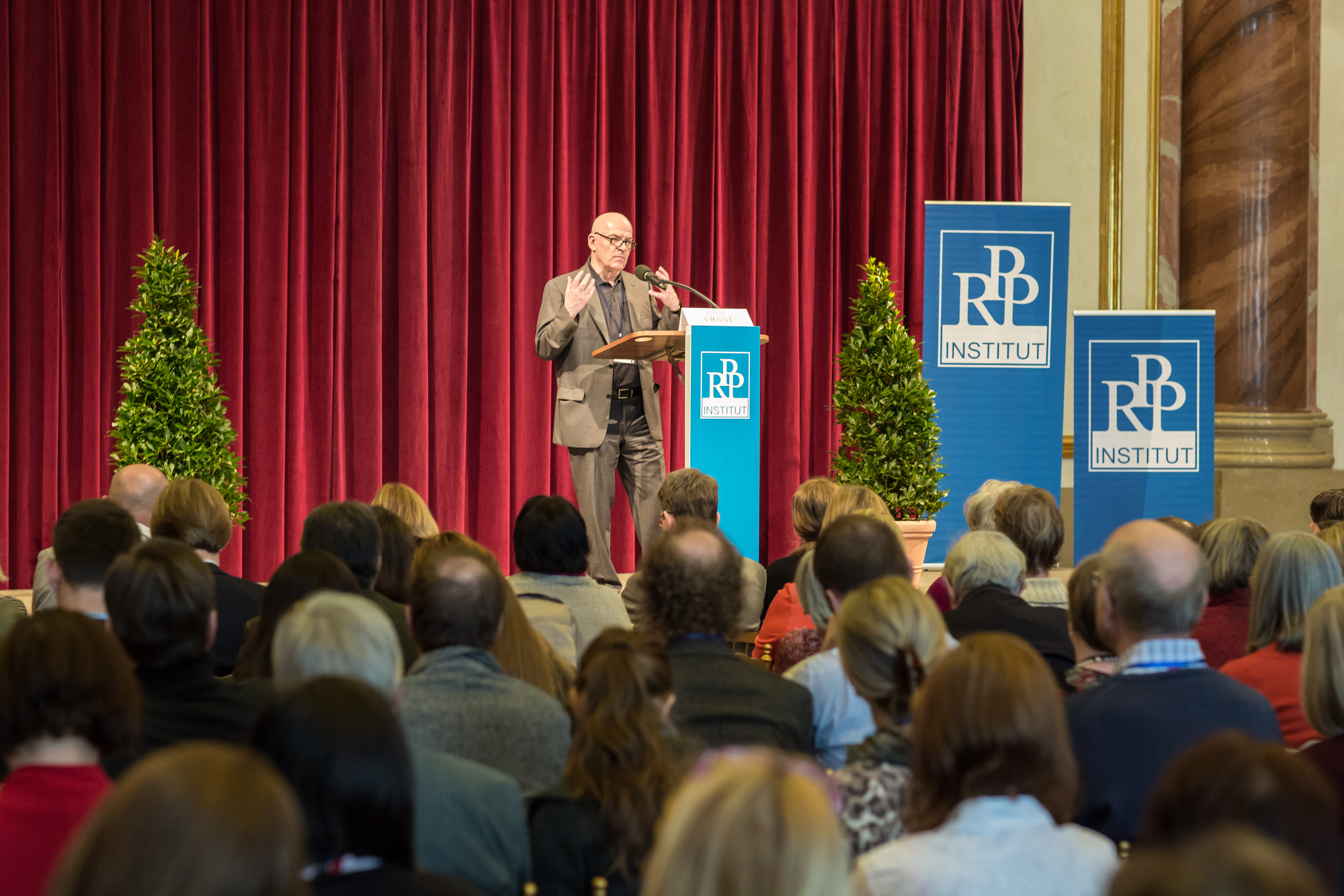
Heiko Ernst 2013 auf der Fachtagung über "Glück und Seligkeit" im Palais Liechtenstein

Heiko Ernst (* 1948 in Rastatt) ist ein deutscher Psychologe, Journalist und Sachbuchautor. Er war von 1979 bis 2014 Chefredakteur der Monatszeitschrift Psychologie Heute.
Ernst studierte Psychologie und Soziologie an der Universität Heidelberg und der University of Kentucky. Nach Abschluss des Studiums als Diplom-Psychologe arbeitete er zwei Jahre an einem psychotherapeutischen Forschungsprojekt der Universität Heidelberg mit, ehe er 1975 in die Redaktion der populärwissenschaftlichen Zeitschrift Psychologie Heute eintrat. 1979 wurde Ernst Chefredakteur dieser Zeitschrift. Zum Jahresende 2014 trat er als Redakteur in den Ruhestand, ist aber weiter als Autor für Psychologie Heute und Mitbetreuer ihres Blogs tätig. Ernst hat eine Reihe psychologischer Sachbücher bei Publikumsverlagen veröffentlicht.

## Publikationen (Auswahl)
- Die Weisheit des Körpers. Kräfte der Selbstheilung. Piper, München/Zürich 1993, ISBN 3-492-03625-2
- Psychotrends. Das Ich im 21. Jahrhundert. Piper, München/Zürich 1998, ISBN 3-492-22561-6
- Wie uns der Teufel reitet. Von der Aktualität der 7 Todsünden. Ullstein, Berlin 2006, ISBN 978-3-550-07832-3
- Weitergeben – weiterleben. Was man von mir erzählen wird. Herder, Freiburg i. Br., ISBN 978-3-451-06104-2
- Innenwelten. Warum Tagträume uns kreativer, mutiger und gelassener machen. Klett-Cotta, Stuttgart 2011, ISBN 978-3-608-94675-8